# Margot Berger (Schriftstellerin)
Margot Berger (geboren 1949; gestorben Oktober 2012) war eine deutsche Jugendbuchautorin.

## Leben
Margot Berger wuchs im Osnabrücker Land auf. Sie absolvierte ein Zeitungsvolontariat und arbeitete als Redakteurin bei Tageszeitungen, Illustrierten, Fachzeitschriften und Jugendmagazinen. Sie zog nach Hamburg, wo sie als selbstständige Journalistin auch für Pferdezeitschriften und Jugend-Tiermagazine schrieb und als Buchautorin mehr als 40 Bücher verfasste.

## Werke (Auswahl)
- Reiterhof Birkenhain. Teil: Nicht ohne unsere Pferde! Würzburg : Arena, 2002
- Meine schönsten Pferdegeschichten. Teil: Zu zweit durch dick und dünn. München : Egmont Schneider, 2003
- Starke Tipps für Pferde-Fans : Umgang, Pflege, Sicherheit: das solltest du wissen. Illustrationen Birgit Kreimeier. Würzburg : Ensslin, 2007
- Auf der Suche nach Calido : Eine wahre Pferdegeschichte. Würzburg : Arena, 2007
- Pepper und Flo. Teil: Ein Wunschpferd kommt selten allein. Würzburg : Arena, 2014